# الترتیم
الترتیم (به آلمانی: Altertheim) یک شهر در آلمان است که در بایرن واقع شده‌است.

## خصوصیات
الترتیم ۲۴٫۰۸ کیلومترمربع مساحت دارد ۲۵۰-۲۷۰ متر بالاتر از سطح دریا واقع شده‌است.